# El lleó ferit
El lleó ferit és un conte d'origen català recollit per en Francesc de Sales Maspons i Labrós a "Cuentos Populars Catalans" i que posteriorment Andrew Lang va incloure a El llibre rosa de les fades.

## Argument
Una noia ajuda un lleó ferit, que té clavada una espina a la pota, però mentre ho fa, perd de vista el seu ramat i és castigada. L'episodi succeeix tres cops. Un any després troba un home que desapareix rere una roca i al seu torn emergeix el lleó que havia conegut abans. Al dia següent, la noia torna a la nit al mateix indret i allà l'home li explica que pateix un encanteri: només té forma humana de nit i durant el dia és un lleó. Ella promet desafiar el gegant culpable de l'encanteri i s'acaben casant.